# الخطوط الجوية البوتسوانية
الخطوط الجوية البوتسوانية أو شركة بوتسوانا للطيران هي شركة الطيران الوطنية بوتسوانا المملوكة للدولة. مقرها مطار سير سيريتسي خاما الدولي في غابورون. كانت الخطوط الجوبة تخسر لعدة سنوات، وكانت هناك محاولات عديدة لخصخصة الشركة، على الرغم من أنه تم تقليل الخسائر بسبب أحدث الطائرات وتحسين الأداء بشكل عام.

## الوجهات
اعتبارًا من يونيو 2019 تقوم شركة طيران بوتسوانا بتشغيل رحلات إلى الوجهات التالية:
| الدولة       | المدينة     | الطائرة                         | ملاحظات        | مراجع         |
| ------------ | ----------- | ------------------------------- | -------------- | ------------- |
| بوتسوانا     | فرانسيستاون | مطار فرانسيستاون                |                | [ 9 ]         |
| بوتسوانا     | غابورون     | مطار سير سيريتسي خاما الدولي    | محور خطوط جوية | [ 10 ]        |
| بوتسوانا     | كاسان       | مطار كاسان                      |                | [ 11 ]        |
| بوتسوانا     | ماون        | مطار ماون                       |                | [ 12 ]        |
| جنوب إفريقيا | كيب تاون    | مطار كيب تاون                   |                | [ 13 ]        |
| جنوب إفريقيا | جوهانسبرغ   | مطار أوليفر ريجنالد تامبو       |                | [ 14 ]        |
| زامبيا       | لوساكا      | مطار كينيث كاوندا الدولي        |                | [ 15 ] [ 16 ] |
| زيمبابوي     | هراري       | مطار روبرت غابريل موجابي الدولي |                | [ 17 ]        |

### اتفاقيات الرمز المشترك
لدى طيران بوتسوانا اتفاقية الرمز المشترك مع :
- طيران سيشل[18]
- الخطوط الجوية القطرية[19]

## الأسطول الحالي
اعتبارًا من أغسطس 2019 يتكون أسطول طيران بوتسوانا من الطائرات التالية:
| الطائرة       | في الخدمة | المطلوبة | الركاب       | الركاب     | الركاب     | ملاحظات        |
| الطائرة       | في الخدمة | المطلوبة | رجال الأعمال | السياحية   | المجموع    | ملاحظات        |
| ------------- | --------- | -------- | ------------ | ---------- | ---------- | -------------- |
| إيه تي آر 42  | 1         | —        | —            | 47         | 47         | طائرة احتياطية |
| إيه تي آر 72  | 2         | —        | —            | 70         | 70         |                |
| إمبراير اي-جت | 1         | —        | يعلن لاحقًا   | يعلن لاحقًا | يعلن لاحقًا |                |
| المجموع       | 4         | —        |              |            |            |                |